# لوبيا بصلية
اللوبيا البصلية (الاسم العلمي: Pachyrhizus) هي جنس من النبات يتبع الفصيلة البقولية من رتبة الفوليات.

## أنواع اللوبيا البصلية
- الأهيبا (الاسم العلمي:Pachyrhizus ahipa)
- الهيكاما (الاسم العلمي:Pachyrhizus erosus)
- لوبيا بصلية صدئة (الاسم العلمي:Pachyrhizus ferrugineus)
- لوبيا بصلية بنامية (الاسم العلمي:Pachyrhizus panamensis)
- لوبيا بصلية درنية (الاسم العلمي:Pachyrhizus tuberosus)